# Giuseppe Marton
Giuseppe Marton (Mogliano Veneto, 18 marzo 1933 – Treviso, 3 agosto 2006) è stato un politico italiano.

## Biografia
Esponente della Democrazia Cristiana (appartenne alla corrente Forze Nuove), fu dapprima sindaco di Mogliano Veneto per tre mandati consecutivi (1960-1975), venendo poi eletto alla Camera dei deputati (1976-1979). Successivamente è tornato alla politica locale come presidente della provincia di Treviso (1980-1985), rimanendovi in seguito come consigliere e assessore alla cultura (1985-1990).
Nel 2004 ha pubblicato il volume Scribovobis. Storie di vescovi, giovani e contadini nel Veneto bianco degli anni '50 riguardante i rapporti fra gerarchie ecclesiastiche e militanti democristiani nel secondo dopoguerra.